# Kleiner Kriegsverbrecherprozess (Kopenhagen)
Als Kleiner Kriegsverbrecherprozess wird das von 1948 bis 1949 geführte Gerichtsverfahren vor dem Kopenhagener Amtsgericht gegen den früheren Gestapochef Karl Heinz Hoffmann und weitere acht deutsche Angeklagte bezeichnet. Sie wurden für in Dänemark während der deutschen Besatzung Dänemarks begangene Verbrechen verurteilt, wobei drei im Berufungsverfahren freigesprochen wurden.

## Rechtsgrundlage
Dänemark trat im September 1945 dem Londoner Viermächte-Abkommen vom 8. August 1945 zur Strafverfolgung der Hauptkriegsverbrecher bei. Am 12. Juli 1946 wurde in Anlehnung an das IMT-Statut und das norwegische Gesetz zur Verfolgung von Kriegsverbrechern das dänische Kriegsverbrechergesetz, das Berufungsmöglichkeiten zuließ, in Kraft gesetzt. Der dänische Gesetzgeber ging weiter als das IMT-Statut, ließ aber den Anklagepunkt der Verschwörung aus. Kriegsverbrechen waren demnach Verbrechen, die gegen die Vorschriften des Völkerrechts verstießen sowie dänische Interessen beschädigt hatten. Weiterhin sollten bestraft werden:

## Prozess
Der Prozess fand vor dem Kopenhagener Amtsgericht (Byret) statt und das Urteil wurde am 27. Januar 1949 verkündet. Die Berufungsverhandlung fand vor dem Oberlandesgericht Ost (Østre Landsret) statt und das Urteil erging am 19. Januar 1950.
| Angeklagter         | Funktion               | Anklagepunkte                 | Urteil Amtsgericht | Urteil Berufung |
| ------------------- | ---------------------- | ----------------------------- | ------------------ | --------------- |
| Karl Heinz Hoffmann | Leiter der Gestapo     |                               | Todesstrafe        | 20 Jahre        |
| Georg Scherdin      | Leiter des SD          |                               | 6 Jahre            | Freispruch      |
| Hans Pahl           | Leiter des SD          |                               | 8 Jahre            | Freispruch      |
| Otto Schwerdt       | Petergruppe            | Gegenterror; Mord an Kaj Munk | Todesstrafe        | 24 Jahre        |
| Alfred Naujocks     | SD-Führer, Petergruppe | Gegenterror                   | 15 Jahre           | 4 Jahre         |
| Karl Zechenter      | Kripochef Kopenhagen   |                               | 6 Jahre            | Freispruch      |
| Hans Wäsche         | SD-Führer              | Gegenterror                   | 20 Jahre           | 16 Jahre        |
| Louis Nebel         | Petergruppe            | Mord an Kaj Munk              | 12 Jahre           | 16 Jahre        |
| Otto Wagner         | Petergruppe            |                               | ?                  | 7 Jahre         |